# كورتيس جوزيف
كورتيس جوزيف هو لاعب هوكي الجليد كندي، ولد في 29 أبريل 1967 في Keswick, Ontario ‏ في كندا.

## وصلات خارجية
- كورتيس جوزيف على موقع دوري الهوكي الوطني (الإنجليزية)
- كورتيس جوزيف على موقع قاعة مشاهير الهوكي (لاعب أن.إتش.أل) (الإنجليزية)
- كورتيس جوزيف على موقع EliteProspects.com (الإنجليزية)
- كورتيس جوزيف على موقع HockeyDB.com (الإنجليزية)
- كورتيس جوزيف على موقع Hockey-Reference.com (الإنجليزية)
- كورتيس جوزيف على موقع اللجنة الأولمبية الدولية (الإنجليزية)
- كورتيس جوزيف على موقع أوليمبيديا (الإنجليزية)
- كورتيس جوزيف على موقع اللجنة الأولمبية الكندية (الإنجليزية)